# Chandler (Indiana)
Chandler è una città degli Stati Uniti d'America, situata nello Stato dell'Indiana e in particolare nella Contea di Warrick.